# Kaučuk
Kaučuk (indian. kao = stablo i ochu = suza) je elastičan, prirodno ili umjetno proizveden elastični polimer iz kojeg se proizvodi guma. Prirodna guma je organska tvar, koja potječe iz tropskih biljki, a većinom od stabla kaučukovca (Hevea brasiliensis).
Iz stabla se nakon urezivanja cijedi bijela mliječna tekućina lateks. Uzgaja se na velikim plantažama u tropskim područjima, najčešće u Aziji.

## Svojstva
Kaučuk je mekan i ljepljiv polimerni materijal, nije čvrst ni elastičan te mu je upotreba ograničena. 
U 19. stoljeću otkriveno je da se dodatkom sumpora prirodnoj gumi uz zagrijavanje na 140 °C dobiva čvršći i elastičniji materijal koji ne omekša pri povišenoj temperaturi, a hlađenjem zadržava elastičnost i fleksibilnost. Otkriće se pripisuje Charlesu Goodyearu, a usavršeno je u postupak koji se naziva vulkanizacijom.

## Upotreba
Gume za automobile i druga prijevozna sredstva najvažniji su proizvod koji se dobiva od ovog polimera.

## Vanjske poveznice
- eskola